# Паван Кумар (борець)
Паван Кумар (англ. Pawan Kumar; нар. 16 жовтня 1993, Делі) — індійський борець вільного стилю, бронзовий призер чемпіонату Азії серед юніорів, дворазовий чемпіон та срібний призер чемпіонатів Співдружності], бронзовий призер Ігор Співдружності, чемпіон Південноазійських ігор.

## Життєпис
Боротьбою почав займатися з 2005 року. Виграв золоті медалі на Чемпіонаті Індії серед юніорів у 2009 та 2010 роках.
Виступав за спортивний клуб «Chtarchal Stadium» Делі. Тренер — Сатпал Фалван (з 2006).

### Родина
20 листопада 2016 року Паван одружився з борчинею Гітою Фогат. 24 грудня 2019 року в подружжя народився син. Гіта — бронзова призерка чемпіонату світу, дворазова бронзова призерка чемпіонатів Азії, срібна призерка Кубку світу, триразова чемпіонка та срібна призерка чемпіонатів Співдружності, чемпіонка Ігор Співдружності, учасниця Олімпійських ігор. Вона — найстарша із шести знаменитих сестер Фогат, які всі є борчинями світового рівня.

## Спортивні результати на міжнародних змаганнях

### Виступи на Чемпіонатах світу
| Змагання                        | Збірна | Вагова категорія          | Місце |
| ------------------------------- | ------ | ------------------------- | ----- |
| Чемпіонат світу з боротьби 2011 | Індія  | вільна боротьба, до 84 кг | 32    |
| Чемпіонат світу з боротьби 2013 | Індія  | вільна боротьба, до 84 кг | 20    |
| Чемпіонат світу з боротьби 2018 | Індія  | вільна боротьба, до 86 кг | 25    |

### Виступи на Чемпіонатах Азії
| Змагання                       | Збірна | Вагова категорія          | Місце |
| ------------------------------ | ------ | ------------------------- | ----- |
| Чемпіонат Азії з боротьби 2012 | Індія  | вільна боротьба, до 84 кг | 8     |
| Чемпіонат Азії з боротьби 2014 | Індія  | вільна боротьба, до 86 кг | 9     |

### Виступи на Азійських іграх
| Змагання           | Збірна | Вагова категорія          | Місце |
| ------------------ | ------ | ------------------------- | ----- |
| Азійські ігри 2014 | Індія  | вільна боротьба, до 86 кг | 9     |
| Азійські ігри 2018 | Індія  | вільна боротьба, до 86 кг | 5     |

### Виступи на Південноазійських іграх
| Змагання                   | Збірна | Вагова категорія          | Місце  |
| -------------------------- | ------ | ------------------------- | ------ |
| Південноазійські ігри 2019 | Індія  | вільна боротьба, до 86 кг | Золото |

### Виступи на Кубках світу
| Змагання                    | Збірна | Вагова категорія          | Місце |
| --------------------------- | ------ | ------------------------- | ----- |
| Кубок світу з боротьби 2014 | Індія  | вільна боротьба, до 86 кг | 6     |
| Кубок світу з боротьби 2016 | Індія  | вільна боротьба, до 86 кг | 7     |
| Кубок світу з боротьби 2018 | Індія  | команда                   | 8     |

### Виступи на Іграх Співдружності
| Змагання                | Збірна | Вагова категорія          | Місце  |
| ----------------------- | ------ | ------------------------- | ------ |
| Ігри Співдружності 2014 | Індія  | вільна боротьба, до 86 кг | Бронза |

### Виступи на Чемпіонатах Співдружності
| Змагання                                | Збірна | Вагова категорія          | Місце  |
| --------------------------------------- | ------ | ------------------------- | ------ |
| Чемпіонат Співдружності з боротьби 2011 | Індія  | вільна боротьба, до 84 кг | Золото |
| Чемпіонат Співдружності з боротьби 2013 | Індія  | вільна боротьба, до 84 кг | Золото |
| Чемпіонат Співдружності з боротьби 2017 | Індія  | вільна боротьба, до 86 кг | Срібло |

### Виступи на інших змаганнях
| Змагання                                                      | Збірна | Вагова категорія          | Місце  |
| ------------------------------------------------------------- | ------ | ------------------------- | ------ |
| Олімпійський кваліфікаційний турнір з боротьби 2012 (Астана)  | Індія  | вільна боротьба, до 84 кг | 10     |
| Олімпійський кваліфікаційний турнір з боротьби 2012 (Тайюань) | Індія  | вільна боротьба, до 84 кг | 14     |
| Гран-прі «Харі Рам» 2012                                      | Індія  | вільна боротьба, до 84 кг | Бронза |
| Клубний чемпіонат світу з боротьби 2017                       | Індія  | команда                   | 6      |

### Виступи на змаганнях молодших вікових груп
| Змагання                                      | Збірна | Вагова категорія          | Місце  |
| --------------------------------------------- | ------ | ------------------------- | ------ |
| Чемпіонат Азії з боротьби серед юніорів 2011  | Індія  | вільна боротьба, до 84 кг | Бронза |
| Чемпіонат світу з боротьби серед юніорів 2012 | Індія  | вільна боротьба, до 84 кг | 15     |
| Чемпіонат Азії з боротьби серед юніорів 2013  | Індія  | вільна боротьба, до 84 кг | 7      |